# 青木一馬
青木 一馬（あおき かずま、1987年4月15日 - ）は、日本の俳優、タレント。神奈川県横須賀市出身。ルビーパレード所属。俳優ユニットTOKYO流星群のメンバー。

## 人物
映画に出てみたいという軽い気持ちでオーディションを受けたのがきっかけでTOKYO流星群の結成メンバーとなる。メンバーの中で一番気が利き面倒見がよく、ママ的な存在と言われる。
リーダーの上杉輝からはずーと呼ばれる。『猫ひた』では兄さん、青木兄さん、青木の兄さん等の愛称で親しまれていた。
趣味・特技はサッカー・釣り・オクタ施工・殺陣・扇子舞踊。
父、母、兄、姉、弟の6人家族。
B84、W73、H87、S26.5。

## 出演

### 舞台
- 「かたつむり」三部作　其ノ参　完結編　彼岸花ノ章（2012年9月18日 - 23日、笹塚ファクトリー）
- 「返り咲きリビングデッド」（2013年1月18日 - 20日、エコー劇場）
- 「朗読劇 しっぽのなかまたち 2」（2013年4月23日 - 5月5日、エコー劇場）
- 「abc★赤坂ボーイズキャバレー表 FINAL! 最後の放電! 〜自分に喝を入れて勝つ!〜」（2013年8月7日 - 11日、赤坂ACTシアター）
- 「熱い奴ら!」（2014年10月8日 - 13日、テアトルBONBON）
- 「Sunset Moon 〜茜色の刻〜」（2015年7月14日 - 20日、シアター711）
- ミュージカル「さよならソルシエ」（2016年3月17日 - 21日、Zeppブルーシアター六本木）
- 「泪橋ディンドンバンド」（2016年8月10日 - 14日、銀座博品館劇場）
- ミュージカル「さよならソルシエ」（再演）（2017年3月17日 - 20日、シアター1010）
- 「泪橋ディンドンバンド2 〜傷だらけの夕陽〜」（2017年11月4日 - 12日、銀座博品館劇場）
- ミュージカル「封神演義-目覚めの刻-」（2019年1月13日 - 20日、EX THEATER ROPPONGI）

### テレビ
- テレビ神奈川「猫のひたいほどワイド」（2016年4月7日 - 2019年3月28日） - 木曜日レギュラー（猫の手も借り隊レッド）
- ナンバMG5 第2話 -（2022年4月27日 - 、フジテレビ） - キョウタ 役
- 刑事7人 SEASON9 第7話（2023年7月19日、テレビ朝日）
- ギークス〜警察署の変人たち〜 第4話（2024年7月25日、フジテレビ） - 被疑者 役[13]

### 映画
- Love song（2023年10月20日）[14]